# Назаров Микола Костянтинович
Микола Костянтинович Назаров (нар. 7 вересня 1925, Вітебськ — пом. 28 травня 2014, Івано-Франківськ) — український архітектор. Головний архітектор Івано-Франківська (1973—1974).

## Життєпис
Микола Назаров народився 7 вересня 1925 року в білоруському місті Вітебську. Його батько служив у Білоруському військовому окрузі в ранзі комбрига. Ще до війни родина переїхала до села Розсказово Тамбовської області. Там Микола працював на суконній фабриці, де травмував руку. 1944 року переїхали до Узина Київської області, а 1947-го — до Львова. Закінчивши школу, 1947 року вступив на інженерно-будівельний факультет Львівського політехнічного інституту, який закінчив 1953 року з відзнакою за спеціальністю архітектура.
По закінченні інституту Миколу Назарова направили до Дрогобича, працювати в проєктно-конструкторському бюро «Нафтогаз». Цей заклад розробляв документацію на спорудження житлових та громадських будинків нафтовиків. Пізніше бюро перевели до Станіславівського раднаргоспу і створили на його базі проєктно-конструкторський технологічний інститут. Микола Назаров обіймав посади головного інженера, заступника директора інституту. 1966 року перевівся до Івано-франківської філії київського «Діпроміста». Працював на посадах: начальника проєктної майстерні, головного інженера, директора. У 1966—1973 роках — керівник обласної Спілки архітекторів. У 1973—1974 роках — головний архітектор міста.
Помер 28 травня 2014 року в Івано-Франківську.

## Споруди
Микола Назаров був автором та співавтором таких об'єктів:
- житлові мікрорайони на вулицях Івана Мазепи — Олександра Довженка та вулиці Вовчинецька
- обласне статистичне управління на вулиці Василіянок
- пологовий будинок на розі вулиць Вячеслава Чорновола — Андрія Сахарова
- корпус проєктно-конструкторського технологічного інституту на вулиці Незалежності (співавтор Іван Гринів)
- деякі будинки в містах Дрогобичі, Бориславі, Долині, Городенка, Полтаві, Луцьку.